# Veterans Stadium (New Britain, Connecticut)

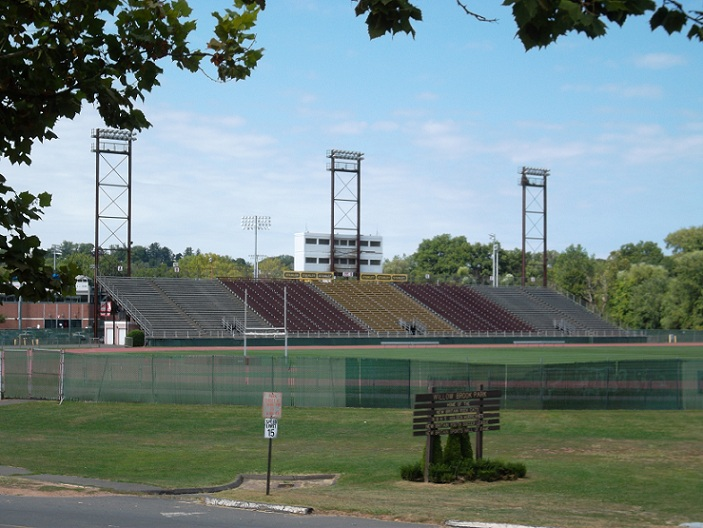
Graderías del Veterans Stadium en septiembre de 2012.

El Veterans Stadium es un estadio multiusos ubicado en la ciudad de New Britain, Connecticut.

## Historia
Fue construido en 1982 como homenaje a los soldados de la ciudad que murieron en varias guerras como la de Vietnam. Ha sido utilizado mayoritariamente por la New Britain High School para partidos de Fútbol americano y fútbol, y es la actual sede del Connecticut Crushers de la National Women's Football Association.
Cuenta con una pista de atletismo de ocho carriles alrededor de un campo de fútbol de tamaño regular, pista que fue construida en homenaje al entrenador Irving S. Black en abril de 1992. Su capacidad estimada es para más de 8000 espectadores ubicados en siete sectores y su dueño es la ciudad misma dentro del Willow Brook Park junto a otras instalaciones deportivas.

## Fútbol
El estadio ha sido sede de varios partidos importantes como partidos de la US Open Cup y partidos de la selección nacional.

### Partidos destacados
| Fecha     | Partido                                              | Evento                           | Asistencia | Notas  |
| --------- | ---------------------------------------------------- | -------------------------------- | ---------- | ------ |
| 12-8-1973 | Estados Unidos 1-0 Polonia                           | Amistoso                         | 10,000     | [ 1 ]  |
| 13-7-1988 | Estados Unidos 0-2 Polonia                           | Amistoso                         | 10,213     | [ 2 ]  |
| 17-6-1989 | Estados Unidos 2-1 Guatemala                         | Copa de Naciones 1989            | 10,516     | [ 3 ]  |
| 30-8-1991 | Estados Unidos 0-1 Noruega                           | Amistoso                         | 5,563      | [ 4 ]  |
| 16-8-1992 | Estados Unidos 2-4 Noruega                           | Amistoso                         | 1,547      | [ 4 ]  |
| 6-8-1994  | China 3-2 Alemania                                   | Amistoso                         | -          |        |
| 30-7-1995 | Estados Unidos 9-0 China Taipéi                      | 1995 US Cup                      | 3,782      | [ 5 ]  |
| 15-5-1996 | China 5-0 Canadá                                     | 1996 US Cup                      | -          | [ 6 ]  |
| 26-5-1996 | Estados Unidos 2-1 Escocia                           | Amistoso                         | 8,526      | [ 7 ]  |
| 31-5-1997 | Estados Unidos 4-0 Canadá                            | 1997 US Cup                      | 6,562      | [ 5 ]  |
| 26-7-2001 | Connecticut Wolves 3–2 Tampa Bay Mutiny              | 2001 U.S. Open Cup Segunda Ronda | 4,362      | [ 8 ]  |
| 4-9-2007  | New England Revolution 1–0 Carolina Railhawks        | 2007 U.S. Open Cup Semifinal     | 4,203      | [ 9 ]  |
| 1-7-2008  | New England Revolution 3–0 Richmond Kickers          | 2008 U.S. Open Cup Tercera Ronda | 3,950      | [ 10 ] |
| 30-6-2009 | New England Revolution 1–2 Harrisburg City Islanders | 2009 U.S. Open Cup Tercera Ronda | 3,100      | [ 11 ] |
| 29-5-2010 | Turquía 2-0 Irlanda del Norte                        | Amistoso                         | 4,000      | [ 12 ] |
| 21-8-2010 | Boston Breakers 2–3 Atlanta Beat                     | Women's Professional Soccer      | 4,071      | [ 13 ] |